# Magga Skjalmsdatter
Magga Skjalmsdatter (død efter 1160), skænkede Sorø Kloster sin del af Haverup Ore, som formentlig var arv efter hendes far Skjalm Hvide.
Hun indtrådte, formentlig i en høj alder, i Roskilde Vor Frue Kloster, ifølge Gavebogen som enke. 
Måske den "Margrethe kaldet Magga", nonne, enke og død 30. juni, som er opført i Lundenekrologiet og Lunds gavebog med hånd fra midten af det 12. århundrede.
Genealogien omtaler Skjalms datter Margrethe, mens Gavebogen og Sorø stiftelseshistorie omtaler Skjalms datter Magga, også nonne i Roskilde. Der er utvivlsomt tale om samme person.
Magga Skjalmsdatter har søskende: Asser Rig, Ebbe Skjalmsen, Cecilie Skjalmsdatter (Hvide), Sune Skjalmsen (Hvide) og Toke Skjalmsen (Hvide). 